# Witkopmeeuw
De witkopmeeuw (Chroicocephalus novaehollandiae) is een vogel uit de familie Meeuwen (Laridae). In Australië is dit de meest gewone meeuw.

## Beschrijving
De witkopmeeuw is 38 tot 43 cm lang, overwegend wit met zilvergrijze vleugels en mantel. Opvallend zijn de scharlakenrode snavel, oogring en poten.

## Taxonomie
Tot voor kort werd de witkopmeeuw bij het geslacht Larus ingedeeld, maar aan de hand van onderzoek aan mitochondriaal DNA is gebleken dat dit niet correct is.
Er zijn drie ondersoorten:
- C. n. forsteri: Nieuw-Caledonië
- C. n. novaehollandiae: Australië en Tasmanië
- C. n. scopulinus (roodsnavelmeeuw): Nieuw-Zeeland

## Leefgebied
De witkopmeeuw komt voor langs kusten, maar komt ook voor in steden en bij vuilnisbelten. Wordt ook waargenomen bij alle grotere wateren in het binnenland van Australië.

## Status
De witkopmeeuw heeft een enorm groot verspreidingsgebied en daardoor alleen al is de kans op uitsterven uiterst gering. De grootte van de populatie is niet gekwantificeerd, maar gaat wel plaatselijk in aantal vooruit. Om deze redenen staat deze meeuw als niet bedreigd op de Rode Lijst van de IUCN.

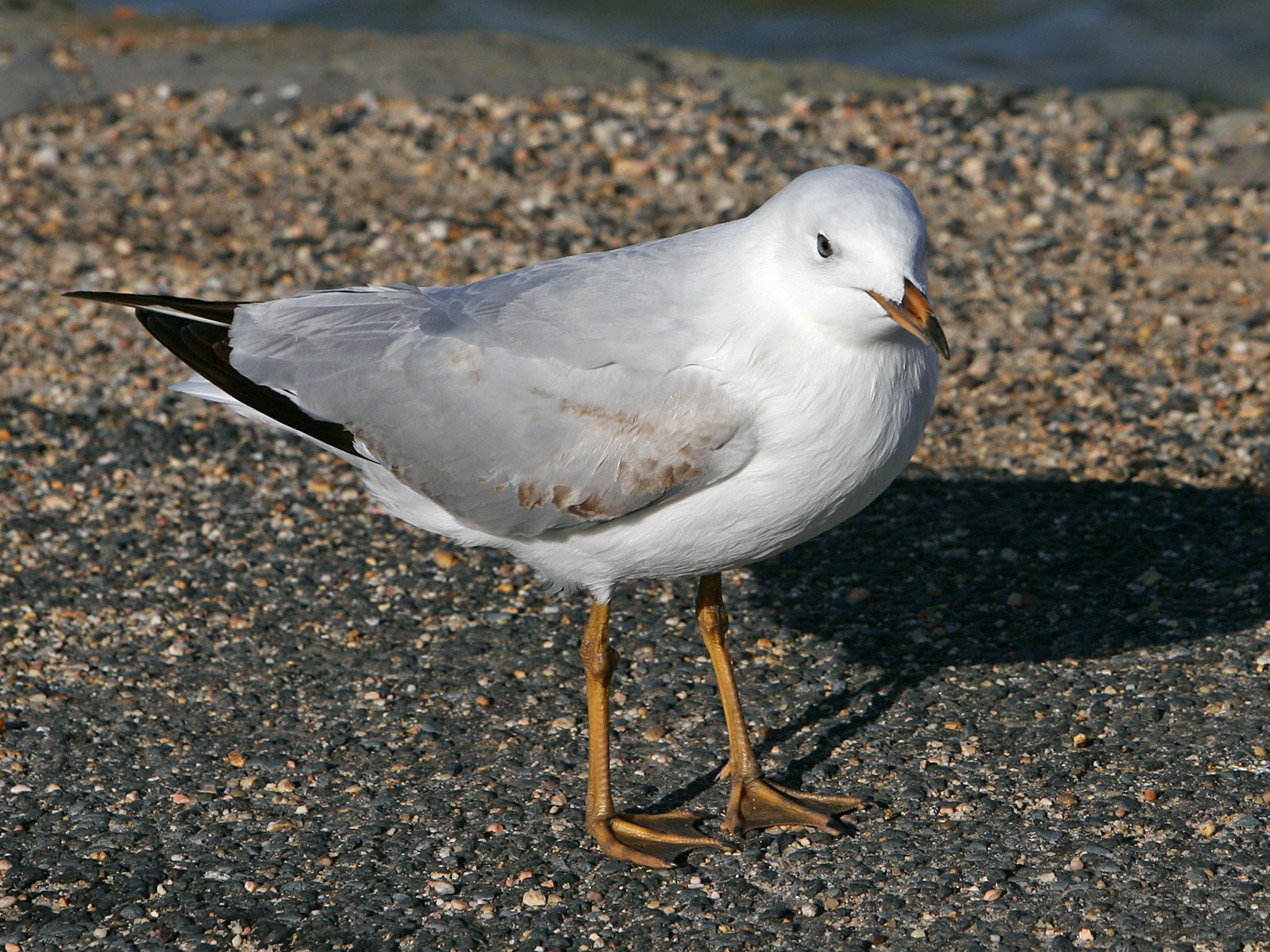
Onvolwassen eerste winter
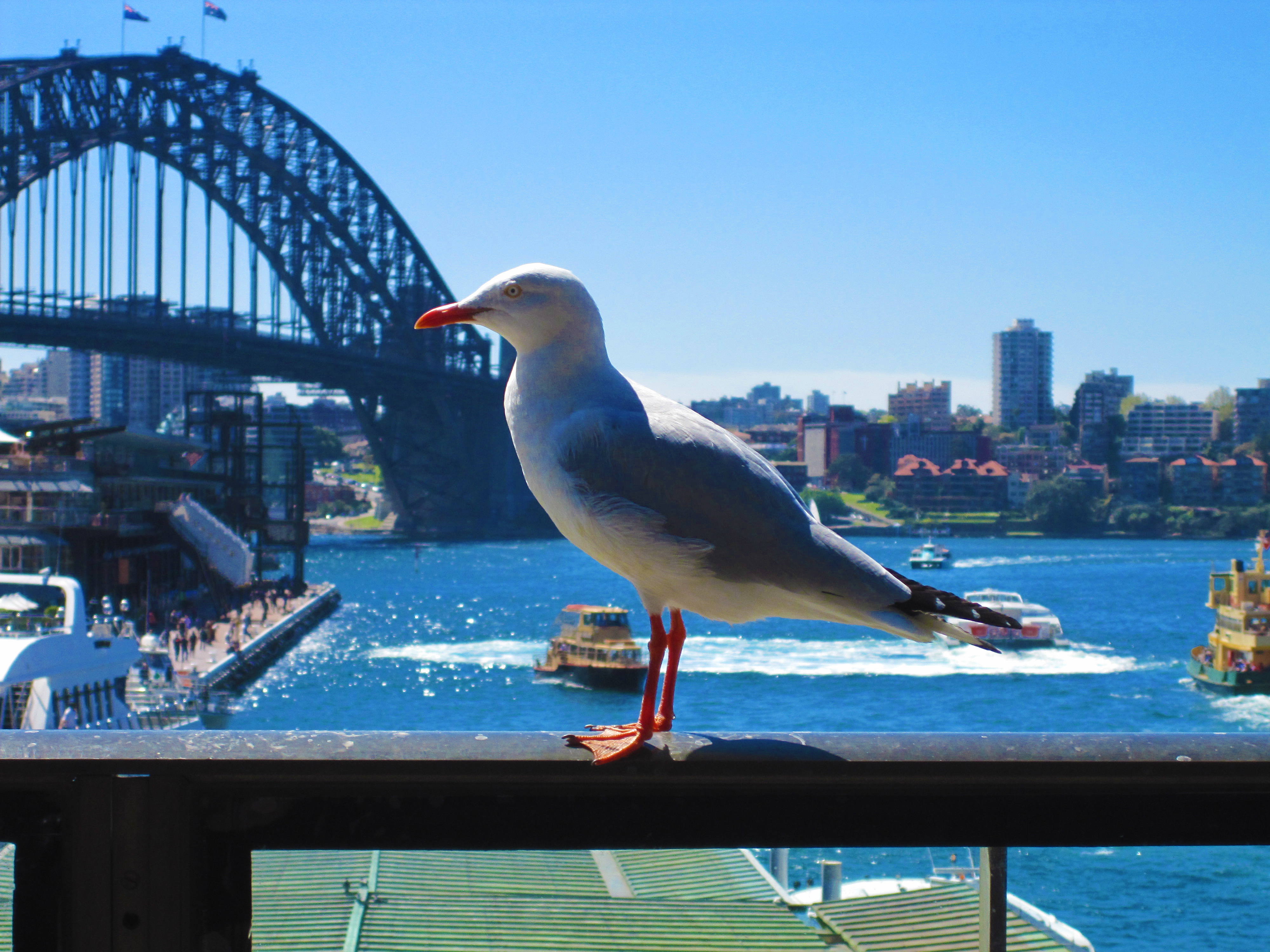
Bij treinstation in Sydney
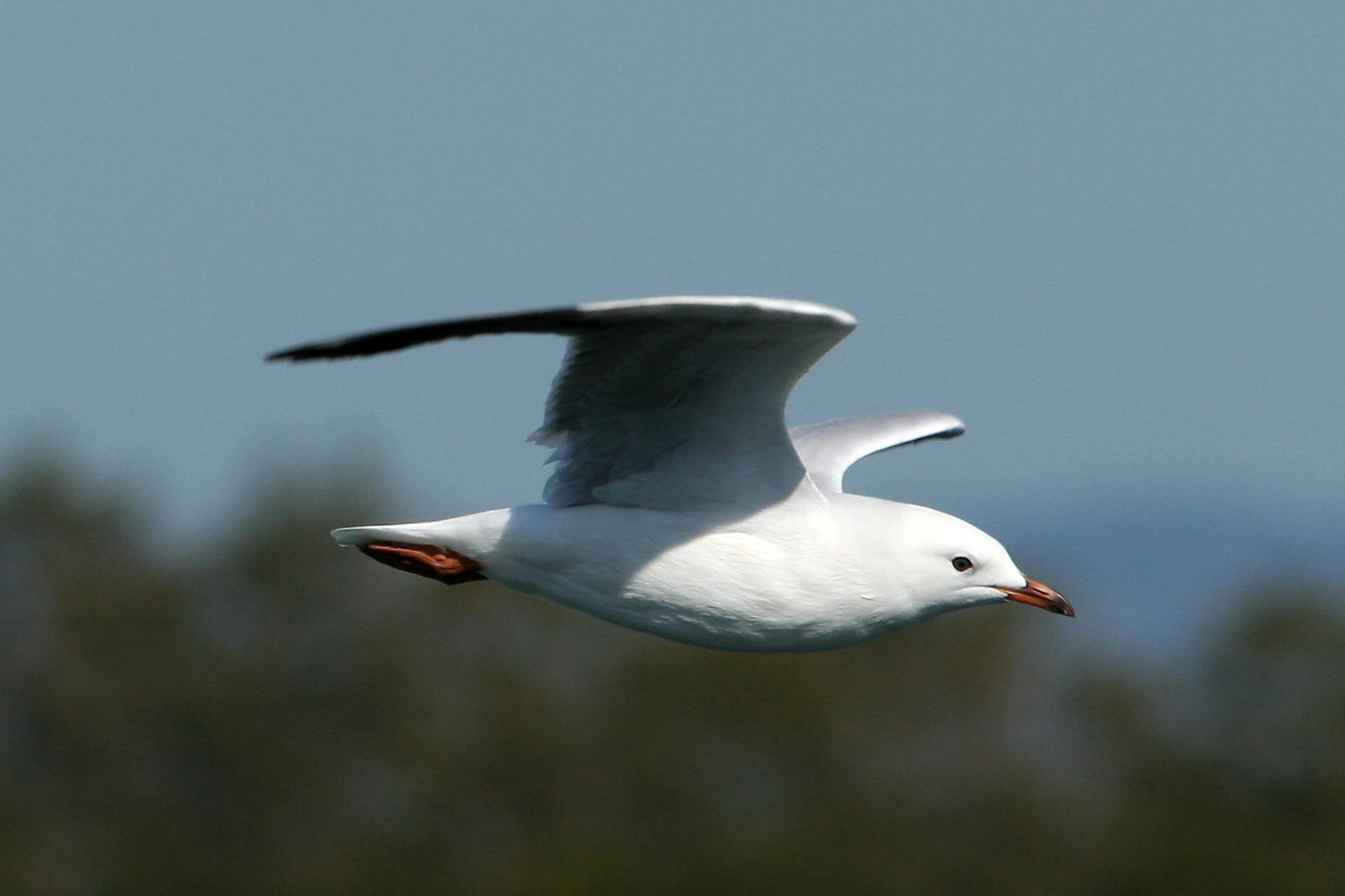
Onvolwassen vogel in vlucht
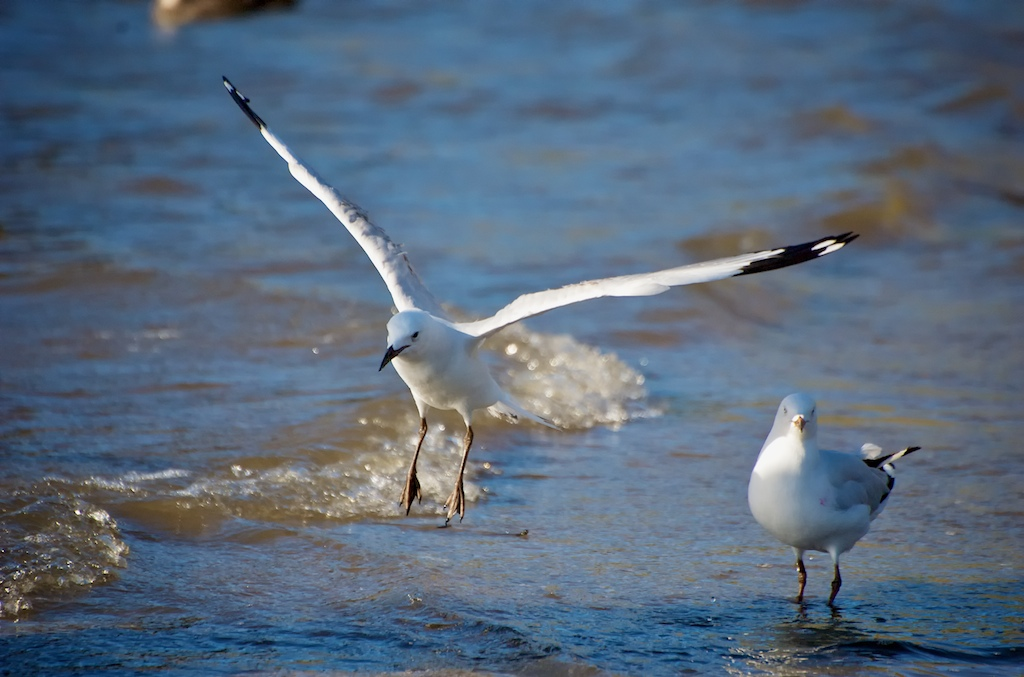
Adult, in vlucht
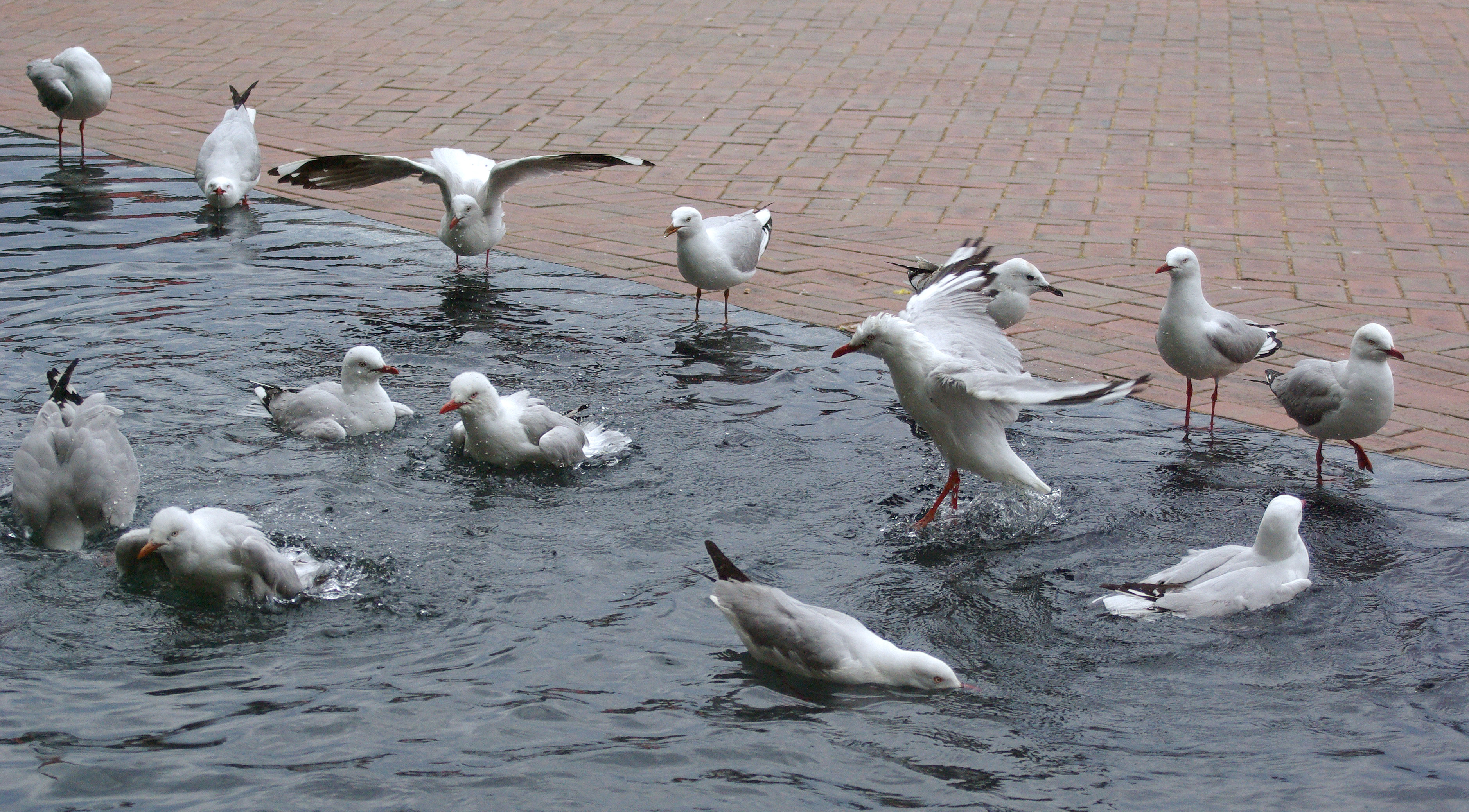
Badend
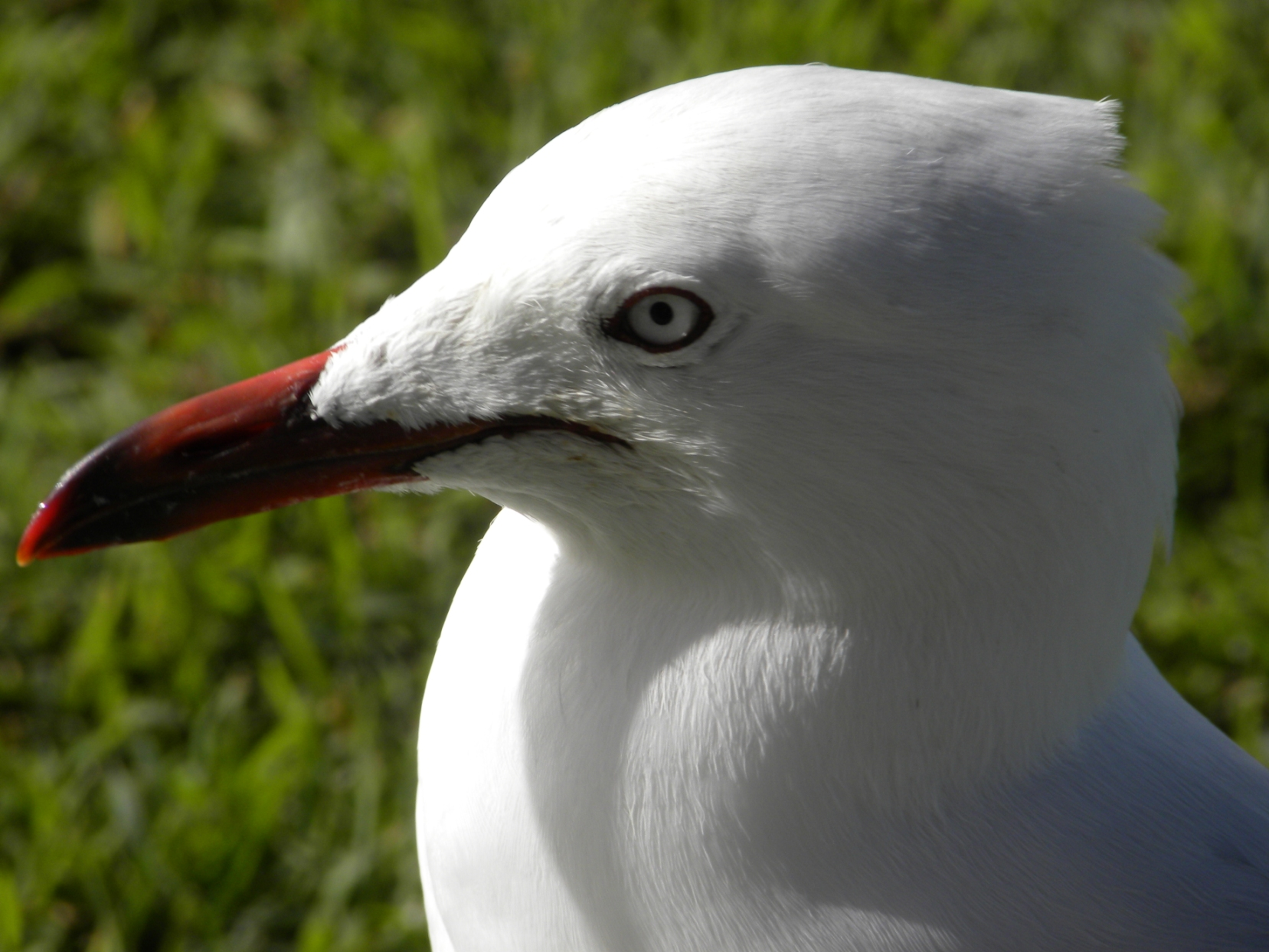
Loerend naar etensresten.